# Јосиф Маринковић
Јосиф Маринковић (Врањево, 15. септембар 1851 — Београд, 13. мај 1931) био је српски композитор и хоровођа. Био је стваралац првенствено лирског сензибилитета, један од највећих композитора Србије с краја  и почетка XX века. Попут млађег савременика Мокрањца, углавном је био посвећен вокалним жанровима – соло песми и хоровима. Маринковић је био романтичар и изразити мелодичар. Велику пажњу посвећивао је коректној декламацији текста, што је за његово време био нови квалитет у српској музици. Родоначелник је српске соло песме.

## Биографија
Рођен је 3./15. септембра 1851. у Врањеву код Новог Бечеја, умро је у Београду 13. маја 1931. Образовао се у Петроварадину, Врбасу и Новом Саду. Основно музичко образовање пружио му је професор Драгутин Блажек у Учитељској школи у Сомбору. Маринковић је студирао музику у класи Франтисека Скухерског у Оргуљашкој школи у Прагу између 1873. и 1881, и такође је кратко време провео у Бечу (1886—1887) учећи код код Едварда Хенсилка на Универзитету. Вратио се у Београд 1891. и ту је остао до смрти.
Деловао је као хоровођа Београдског певачког друштва (1881–1887), Академског певачког друштва Обилић (1889–1900) и још неких хорова (Радничко певачко друштво, Српско-јеврејско певачко друштво и др.); предавао је музику у Богословији, Учитељској школи и Другој мушкој гимназији. Изабран је за дописног члана Српске краљевске академије (1907).
Изразити је романтичар који се често користио народним мелосом. Компоновао је родољубиве мушке хорове, од којих је најпопуларнији Народни збор (1876, по тексту С. Каћанског), темпераментног, маршевског карактера, сматран симболом борбеног расположења српског народа, затим Песмом срцу, Славија и др; мешовите лирске хорове (Пролетња зора), дечје хорове итд. Једанаест Маринковићевих Кола, заснована су на мозаичком низу народних мелодија (Бранкова кола су Треће, Пето и Девето коло, по тексту Ђачког растанка Бранка Радичевића, са стилизованим војвођанским мелосом). Међу хоровима са клавирском пратњом, који су блиски кантатама, истичу се Задовољна река и Поточара (са тонским сликањем), лирског карактера, обе по тексту Јована Грчића Миленка, патриотски хор На Велики петак и др. У соло песмама обраћао је пажњу на коректну дикцију текста, распевану мелодику и изражајну клавирску пратњу којом слика атмосферу. Компоновао их је по текстовима српских песника Јована Јовановића Змаја, Јована Грчића Миленка, В. Илића (Кажи ми, кажи, Растанак, Поток жубори, Ох, како сунце сија, Молитва, Грм и др). У црквеној музици инспирисан је народним црквеним појањем (Литургија за мешовити хор) и утицајима руске црквене музике (Опело, Царју небесни, Ангел вопијаше итд). Маринковић је често прерађивао своја дела, тако да постоје у више верзија.
У Новом Бечеју се одржавају дани Јосифа Маринковића под називом „Обзорја на Тиси“. По њему су назване музичке школе: Музичка школа „Јосиф Маринковић” Београд, "Јосиф Маринковић", Зрењанин и "Јосиф Маринковић", Вршац.

## Стваралаштво

### Соло песме
У Маринковићевом опусу најзначајније место припада соло песмама које је компоновао на стихове романтичарских песника или по мотивима народних песама. Сматра се утемељивачем овог жанра у српској музици. Најзанимљивије су песме које је компоновао на стихове уметничке поезије (Ј. Ј. Змаја, Ј. Грчића Миленка, Ђ. Јакшића, В. Илића). У њима је остварио богату скалу расположења и карактера – простосрдачне лирике (Ала је леп овај свет, Ох, како Сунце сија, Поток жубори), романтичарске топлине и ширине мелодијског даха (Чежња), драматике (Растанак, Грм). Многе песме је радио у више верзија, те се кроз њих може пратити стваралачка еволуција и сазревање Маринковићевог композиционо-техничког мајсторства. Он има изразиту способност суштинског понирања у смисао и атмосферу стихова, са сигурношћу прати коректну дикцију текста, мелодика му је инвентивна, широког даха и непосредног израза. Примарно средство израза јесте мелодика, али се у позним опусима примећује и врло разрађен клавирски парт и знатно слободнији хармонски језик, који се креће у оквирима позноромантичарских средстава израза.
Инспирацију за своје композиције често је налазио и у текстовима блиским духу народне песме и тада је, по правилу, и сам компоновао стилом блиским фолклору, утемељујући у српској музици омиљени жанр севдалинке (Шано, душо, Стојанке, Из град у град). Наставио је и традицију обраде фолклорних напева.

### Хорска музика: световне композиције
У области хорске музике Маринковић је компоновао за мушке, мешовите, женске и дечје ансамбле, а посебно је неговао жанр хорова с клавиром. Његових једанаест кола (1881–1897) – сплетова обрада народних песама писаних за мушки или мешовити хор – сматрају се претечама Мокрањчевих Руковети. Мада у њима не постиже Мокрањчеву заокруженост и компактност форме, јер обично користи велики број песама, а без комплексније обраде, он најављује неке Мокрањчеве композиционе поступке (уланчавање и понављање песама и њихових делова и слично). Избор песама кола не показује Мокрањчеву избирљивост и промишљање кроз критеријуме целовитости дела, разрада је често непретенциозна, али није лишена свежине и полетности. У каснијим колима (Десето, Једанаесто) остварују се већа концизност облика, боља разуђеност хорског става, примена контраста сола и тутија, као и смела хармонска решења. Три кола (Треће, Пето, Девето) носе назив Бранкова, јер су компонована на стихове Ђачког растанка Бранка Радичевића и само су посредно инспирисана фолклорном мелодиком.
Попут својих савременика и Маринковић је писао дела на стихове родољубиве поезије (Народни збор, Јуначки поклич, Химна Балкана, Косовска химна, Песмом срцу, Химна Срба муслимана), од којих су нека доживела изузетну популарност, попут Народног збора (1876), познатог по почетним стиховима и као Хеј, трубачу. Та песма је током много година била химна Обилића и једна од најпопуларнијих.
Маринковић у српској музици утемељује жанр хорова с клавиром (Задовољна река, На Велики петак, Јадна мајка, Молитва, Поточара, Кантата Доситеју Обрадовићу), од којих нека ширином и сложеношћу клавирског парта сведоче да је клавир коришћен само као нужна замена оркестарског звука.

### Хорска духовна музика
Од појединачних ставова које је пронашао у композиторовој оставштини, Коста Манојловић је 1935. реконструисао целину и објавио је као Божествену литургију Св. Јована Златоустог. Међу ставовима литургије посебно се издваја експресивни, надахнути Отче наш који се убраја у ремек дела светске хорске литературе.

### Инструментална и сценска музика
У области инструменталне музике Маринковић је компоновао Сонатину за клавир у четири руке и Две српске игре, Фантазију и Ноктурно за виолину. Музици за комаде с певањем дао је допринос нумерама за Суђаје Љ. Петровића (посебно успеле Успаванка и Хор калуђера). 

## Одабрана дела
- Устајте браћо, за мушки хор, 1872.
- Народни збор, за мушки хор, 1876. (друга верзија око 1902)
- Хеј трубачу!, за мушки хор, 1876.
- Хорватовићев марш, за клавир, 1877.
- Ала је леп, соло песма, прва верзија око 1880.
- Под прозором, соло песма, око 1880.
- Задовољна река, за мешовити хор и клавир, 1881.
- Прво коло за мушки хор, 1881.
- Друго коло за мушки хор, 1882.
- Прво опело, за мушки хор, пре 1882.
- Треће коло за мушки хор, текст Б. Радичевић, 1882. (верзија за мешовити 1896)
- Четврто коло за мушки хор, 1882.
- Песмом срцу, за мушки хор, 1882.
- На Велики петак, за мешовити хор и клавир, 1883.
- Стојанке (=Под пенџерите), соло песма, 1883.
- Пето коло, за мушки хор, текст Б. Радичевић, 1883. (друга верзија 1889)
- Јадна мајка, за мешовити хор и клавир, 1884.
- Шесто коло за мешовити хор, 1884.
- Посмртна песма, за мушки хор, 1884.
- Шано, душо, соло песма, пре 1886.
- Косовска химна, за мушки хор, 1889.
- Молитва, за мешовити хор и клавир, 1889. (две верзије као соло песме, 1889. и 1931)
- Седмо коло, за мушки хор, 1889.
- Литургија, за мешовити хор, око 1889.
- Радничка песма, за мешовити хор, 1890.
- Осмо коло, за мушки хор, 1890.
- Девето коло, за мушки хор, текст Б. Радичевић, 1892.
- Грм, соло песма, 1893.
- Суђаје, музика за комад с певањем, текст Љ. Петровић, 1894.
- Десето коло, за мешовити хор, 1896.
- Бугарске народне песме, за мушки хор, 1896.
- Апотеоза Вуку, за мешовити хор, 1897.
- Једанаесто коло, за мешовити хор, 1897.
- Ох, како Сунце сија, соло песма, 1899. (верзија за мешовити и дечји хор, дует)
- Пролетња зора, за мешовити хор, 1899.
- Ој, месече, соло песма, пре 1907.
- Славија, за мушки хор, око 1907.
- Химна Балкана, за мушки хор, око 1908.
- Јуначки поклич, за мушки хор, око 1910.
- Поточара, за мешовити хор и клавир, 1910.
- Женам мироносицам, соло песма, 1911. (верзија женског хора)
- Кантата Доситеју Обрадовићу, за мешовити хор и клавир, 1911.
- Помен, за мешовити хор, око 1929.
- Кажи ми, кажи, соло песма, 1931.
- Растанак, соло песма, 1931.

### Дискографија
- Јосиф Маринковић, Отче наш, Хор „Јосиф Маринковић“, Андреј Бурсаћ, диригент, Културни Центар Зрењанина, Зрењанин, ЦД004, снимак из 1997, без године издања.
- Јосиф Маринковић, Вечери твојеја тајнија, Београдски нонет, ПГП РТС, ЦД 430480, 1998.
- Јосиф Маринковић, Херувимска песма, Београдски камерни хор, ПГП РТС ЦД 431142, 2000.
- Јосиф Маринковић, На многаја љета, ЦД Српско пјевачко друштво „Јединство“, Котор, 2004.
- Јосиф Маринковић, Царју небесни, Београдско певачко друштво: 153 године, ЦД 01/2, Саборна црква, Београд, 2005.

- Програми концерата у Задужбини Илије М. Коларца, у част Јосифа Маринковића.